# Zvěstování Panny Marie
Viz též: Slavnost Zvěstování Páně

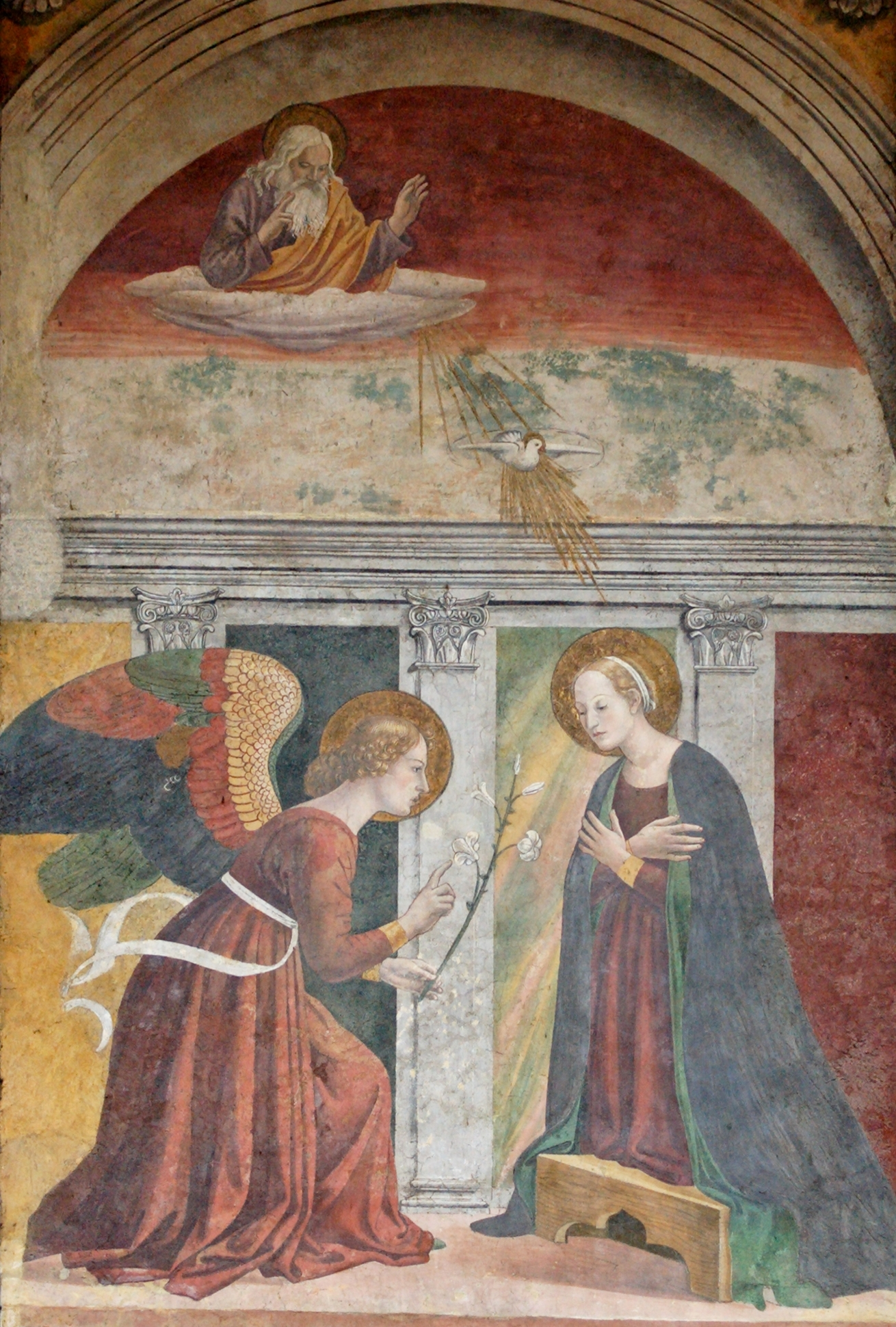
Melozzo da Forlì, Zvěstování, 2. polovina 15. století

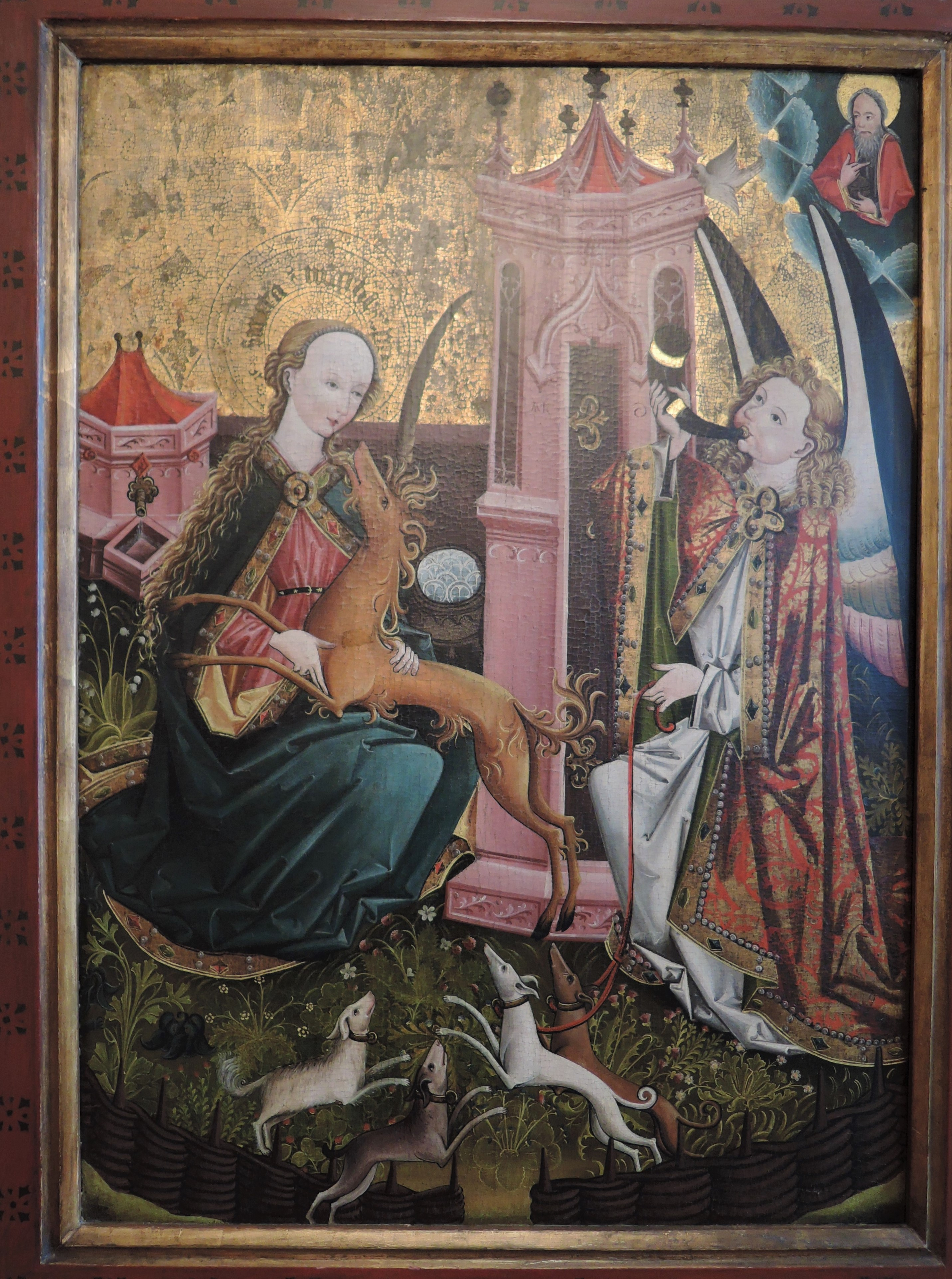
Zvěstování z Jeníkova, kolem 1460

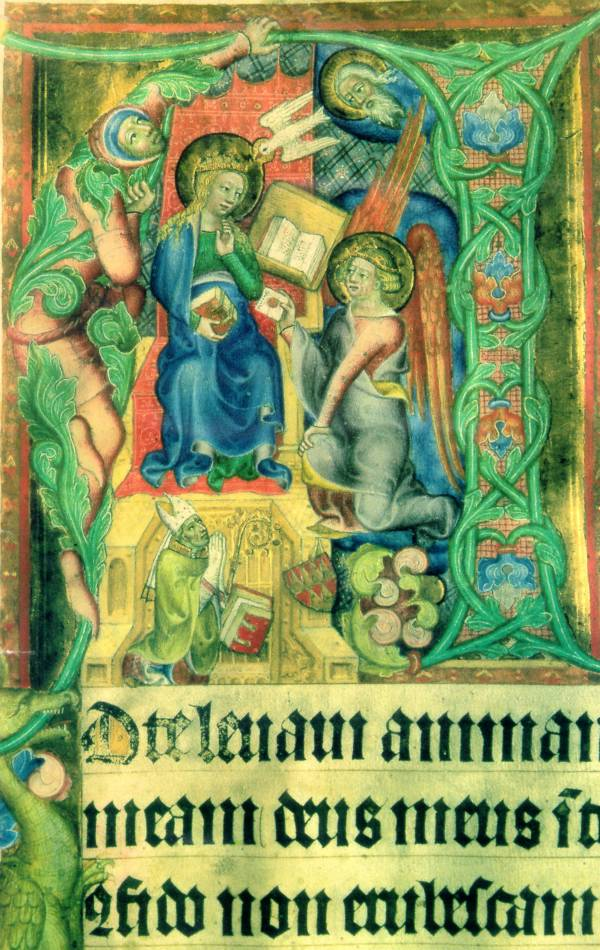
Miniatura Zvěstování s archandělem nesoucím Panně Marii zapečetěný dopis; Misál biskupa Jana VII. ze Středy, Praha kolem 1360

Tradičně Zvěstování Panny Marie, v současné češtině vlastně Zvěstování Panně Marii či christologicky Zvěstování Páně, je biblická událost zaznamenaná v Lukášově evangeliu, kdy se Marii zjevil archanděl Gabriel a oznámil jí, že počne dítě z Ducha svatého a narodí se jí Syn Boží, kterému má dát jméno Ježíš.
Událost se slaví jako církevní svátek vtělení Páně devět měsíců před Vánocemi (dne 25. března). Důvodem k posunutí termínu na pozdější den je slavení Velikonoc, které mají přednost před všemi slavnostmi a svátky liturgického roku – pokud termín slavnosti připadne do okruhu Svatého týdne či Velikonočního třídení, tak se překládá kvůli slavení Velikonoc až do období po skončení Velikonočního oktávu, tj. nejdéle od Květné neděle do neděle Božího milosrdenství (2. neděle velikonoční), na druhé pondělí po Velikonocích (tedy nejpozději na 9. duben). Některé křesťanské církve jej slaví jako Zvěstování Panny Marie, v katolickém liturgickém kalendáři je tento den uveden jako slavnost Zvěstování Páně. Zasvěcení kostelů se v českých zemích nejčastěji uvádí slovy Zvěstování Panny Marie. Jako námět výtvarných děl se událost mnohdy označuje samotným slovem Zvěstování.

## Obdobné události
Ve Starém zákoně v knize Genesis navštěvují Abraháma tři muži – boží poslové, kteří mu předpoví narození syna Izáka. Toto proroctví křesťané považovali za předobraz Zvěstování.
Podle Jakubova protoevangelia se podobná událost odehrála již generaci dříve a anděl zvěstoval svatému Jáchymovi narození Panny Marie. Tento příběh ale není součástí kanonického Nového zákona a proto jeho zobrazování zakázal Tridentský koncil v rámci reformy katolické církve v 16. století. Samo zvěstování Panny Marie svatému Jáchymovi není oslavováno jako svátek, ale k téže události se vztahuje neposkvrněné početí Panny Marie, které rovněž není biblicky podloženo a je katolickým dogmatem nesdíleným pravoslavnými ani protestantskými církvemi.

## Zvěstování v umění
Událost patřila ve výtvarném umění od doby románské k oblíbeným motivům malby i sochařství. Malíři scénu vkládali do interiéru Mariina pokoje, nebo do atria s arkádou. Marie tam může stát, klečet na klekátku nebo sedět na stoličce (židli, křesle), ruce může mít sepjaté k modlitbě, nebo zkřížené na prsou v gestu pokory, nebo v nich drží modlitební knížku, kterou jindy má položenou na desce klekátka před sebou; překvapeně se otáčí nebo vzhlíží k andělovi, který stojí před ní, za jejími zády, nebo přilétá z nebe. Z tohoto ikongrafického schématu vypadávají ojedinělé scény středověké zahrady gotického období, které se odehrávají v uzavřené mariánské zahradě (latinsky Hortus conclusus) se zvířaty, jako je bájný jednorožec, chrti nebo zajíci. Patří k nim francouzská tapisérie z Clynujského muzea v Paříži nebo severočeská desková malba Archy z Jeníkova.
Během historie se mění také stáří, oděv, pozice a atributy archanděla. V nejstarší době malá figurka anděla přilétá shůry, Panně Marii buď žehná nebo jí informaci od Boha předává ve formě svitku či zapečetěného dopisu (jako v iniciále Misálu biskupa Jana VII. ze Středy). Během gotické doby se postava zvěstujícího archanděla Gabriela zvětšuje do měřítka Mariina, mění se v adolescentního chlapce, jako insignii drží v levé ruce lilii, nebo žezlo, zřídka královské jablko (Mistr vyšebrodský), výjimečně zvěstuje troubením na trubku. Bývá oděn do bílé tuniky, přes kterou může mít plášť - pluviál sepnutý na prsou velkou sponou. Na hlavě může mít zlatou korunku nebo čelenku s čelním křížem a kolem hlavy nebo celého těla se mu vine nápisová páska s latinskou formulí Zvěstování: Ave Maria, gratias plena... (česky Zdrávas Maria milostiplná,...). Mezi ním a Pannou Marií bývá jistá vzdálenost, na zemi může stát váza s liliemi. Panna Marie bývá zastižena (překvapena) klečící na klekátku, s knihou na pultíku.